# Abilene Aviators
Die Abilene Aviators waren eine US-amerikanische Eishockeymannschaft aus Abilene, Texas. Das Team spielte von 1998 bis 2000 in der Western Professional Hockey League.

## Geschichte
Die Abilene Aviators wurden 1998 als Franchise der Western Professional Hockey League gegründet. Der Teamname wurde in Anlehnung an die in Abilene gelegene Dyess Air Force Base ausgewählt. In ihrer ersten Spielzeit, der Saison 1998/99, erreichten die Aviators als Gewinner der WPHL West-Division auf Anhieb die Playoffs um den President’s Cup, in denen sie aufgrund ihres ersten Platzes in ihrer Division automatisch in die zweite Runde einzogen, in der sie den Fort Worth Brahmas in der Best-of-Three-Serie mit einem Sweep unterlagen. Nachdem die Mannschaft in der Saison 1999/2000 nicht an die erfolgreiche Spielzeit aus dem Vorjahr anschließen konnte und nur sechs Siege in 26 Spielen holte, beschlossen die Verantwortlichen den Club bereits zu Saisonbeginn aus dem Spielbetrieb der WPHL zu nehmen und ihn aufzulösen.

## Saisonstatistik
Abkürzungen: GP = Spiele, W = Siege, L = Niederlagen, T = Unentschieden, OTL = Niederlagen nach Overtime SOL = Niederlagen nach Shootout, Pts = Punkte, GF = Erzielte Tore, GA = Gegentore, PIM = Strafminuten
| Saison  | GP | W  | L  | T | OTL | SOL | Pts | GF  | GA  | Platz     | Playoffs                        |
| 1998/99 | 69 | 43 | 23 | — | 3   | —   | 89  | 261 | 230 | 1., WPHLW | Niederlage in der zweiten Runde |
| 1999/00 | 26 | 6  | 16 | — | 4   | —   | 16  | 70  | 115 | 6., WPHLC | nicht qualifiziert              |

## Team-Rekorde

### Karriererekorde
Spiele: 94  Terho Koskela
Tore: 49  Jean-François Grégoire
Assists: 57  Jean-François Grégoire
Punkte: 106  Jean-François Grégoire
Strafminuten: 270  Éric Naud